# Grande Colorado
Grande Colorado é um bairro da região administrativa de Sobradinho, no Distrito Federal. Está localizado sobre a Serra Contagem, à margem esquerda da rodovia DF-150 (sentido Fercal). Parte do bairro está em terras da União Federal e parte está dentro da antiga Fazenda Paranoazinho, área particular de propriedade da Urbanizadora Paranoazinho S.A..
O bairro é composto por 10 parcelamentos irregulares em processo de Regularização Fundiária. São eles: Vivendas Lago Azul e Vivendas Bela Vista (em terras da União) e Jardim Europa I, Vivendas Friburgo, Colorado Ville, Solar de Atenas, Jardim Europa II, Vivendas Colorado I, Vivendas Colorado II e Mansões Colorado (em terras particulares).
O Grande Colorado é limítrofe à Reserva Biológica da Contagem (a nordeste) e o Parque Nacional de Brasília (a leste e norte) em uma das regiões mais altas do DF, com mais de 1200 metros de altitude. Nela estão localizados as principais torres de transmissão de rádio e TV do Distrito Federal.

## Legalização
A regularização dos parcelamentos ilegais da região (comumente chamados pela população local de "condomínios"), mais que uma reivindicação dos moradores, é uma diretriz de Governo e passa essencialmente por três etapas: Regularização urbanística, licenciamento ambiental, e regularização registral.
Licenciamento ambiental
A obtenção de licença ambiental, uma das inúmeras exigências não cumpridas pelos grileiros que implantaram os parcelamentos no passado, é uma grande dificuldade em função da lentidão dos órgãos responsáveis, principalmente. O Bairro está localizado entre a Área de Proteção Ambiental - APA do Cafuringa e a APA do Planalto Central, ambas unidades de conservação federais, essa condição faz com que as condicionantes para a concessão das licenças sejam de acordo com as normas da autarquia. 
O Espólio de José Cândido de Souza (EJCS), antecessor da Urbanizadora na propriedade da Fazenda Paranoazinho, contratou o Estudo de Impacto Ambiental (EIA) e respectivo Relatório de Impacto ao Meio Ambiente (RIMA) visando a regularização ambiental de todo o bairro. O estudo, financiado em parte pelo EJCS, em parte pelos moradores da região e em parte pela Urbanizadora Paranoazinho, abrange os setores Grande Colorado, Contagem, Boa Vista e Setor de Mansões de Sobradinho.